# Herba sabonera
L'herba sabonera (Saponaria officinalis) també anomenada en català sabonera comuna, sabó de gitana, saboneta, sabonera o saponària.
és una planta herbàcia de la família Caryophyllaceae present a Europa, Àsia i Amèrica del Nord, sobretot a llocs humits.
A Catalunya es localitza en determinats punts de l'Ebre, en el sud, i a les salzedes i arenys fluvials, en el nord. Tal com el seu nom indica,officinalis, s'ha utilitzat molt en oficines de farmàcia, però en el present s'utilitza poc.

## Etimologia
Saponaria ve del llatí sapo, -onis m.= sabó. Ja que la soca i les arrels de la planta s'utilitzaren com a sabó. L'epítet officinalis indica les seves funcions medicinals.

## Distribució i hàbitats
És ubiqua a tot Europa, principalment a la zona mediterrània, Àsia i Amèrica del Nord. A Espanya més freqüent al nord; fins als 1600 msnm. Planta molt comuna a Catalunya en salzedes, herbassars de l'areny dels rius o de llocs humits i arenys fluvials del nord de Catalunya, al sud de Catalunya es localitza principalment en determinats punts de l'Ebre.

## Morfologia

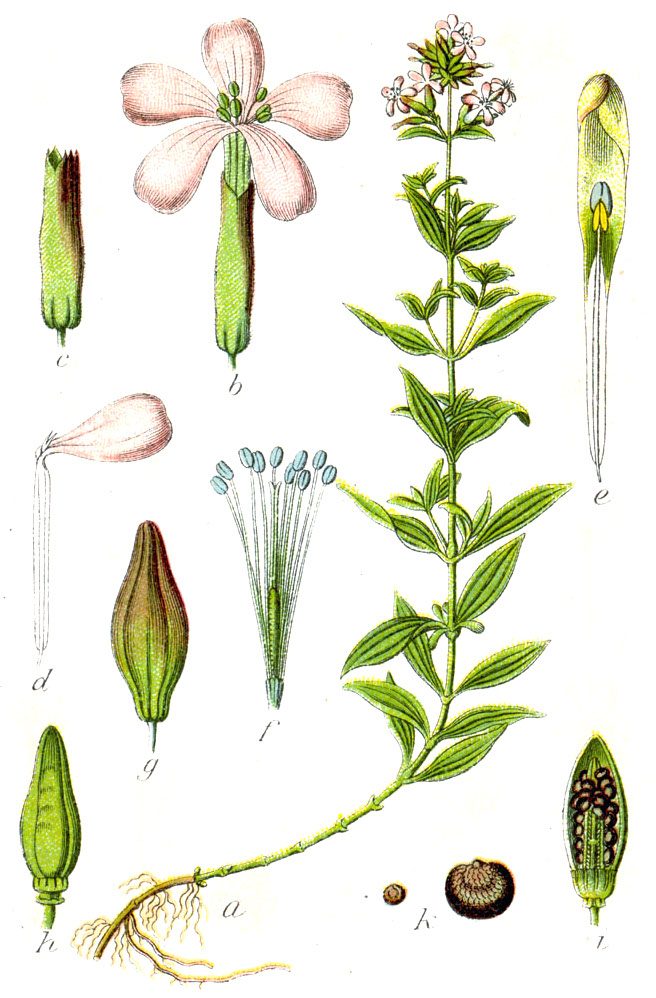
Gravat de 1796

Saponaria officinalis és una herba vivaç, erecta respecte del terra, que mesura fins a 100cm d'alçada. És una planta perenne, capaç de resistir temperatures baixes. Planta robusta, presenta engruiximents als nusos. Desprèn una feble olor agradable.
La forma vital de Raunkjaer és d'hemicriptòfit, planta herbàcia que renova la part aèria cada any mantenint les gemmes a ran de terra durant l'època desfavorable.
Tenen un rizoma reptant i subllenyós, d'un color marronós-vermellós. L'arrel és rodona, vermellosa per fora i groga per dins.

### Tija
Les tiges són erectes o ascendents, fins a un metre de longitud, nuoses i més o menys ramificades a la part superior. Presenta engruiximents als nusos i té un tacte de vellut.

### Fulles
És una planta glabrescent més o menys pilosa a la summitat. Les fulles es distribueixen regularment per la tija i són ovades o lanceolades. Tenen de 3 a 5 nervis paral·lels ben marcats que recorren tota la fulla, que és peciolada. Mesuren 3-10 per 1-4 cm, tot i que les superiors són més petites i es fan més punxegudes.

### Flors
És una planta hermafrodita, és a dir que el gineceu i l'androceu es troben en un mateix exemplar. Per sobre del calze en surten els cinc pètals que formen la corol·la, que és actinomorfa i dialipètala i mesura aproximadament 12-15(17) x 6-7mm; els pètals formen ungles llargues estretes en forma d'espàtula, de limbe amb àpex enter, emarginat i amb dues esquames a la corona. Normalment són d'un color rosat, encara que també en podem trobar de color blanc o fins i tot una mica groguenc. La seva floració té lloc a la primavera i a l'estiu, a partir del mes de maig.

### Fruit
El fruit és una càpsula cilíndrica, inclusa i amb el carpòfor curt. S'obre per quatre dents apicals i conté nombroses llavors de dos mil·límetres reiniformes o globulars de color marró o negre.

## Farmacologia

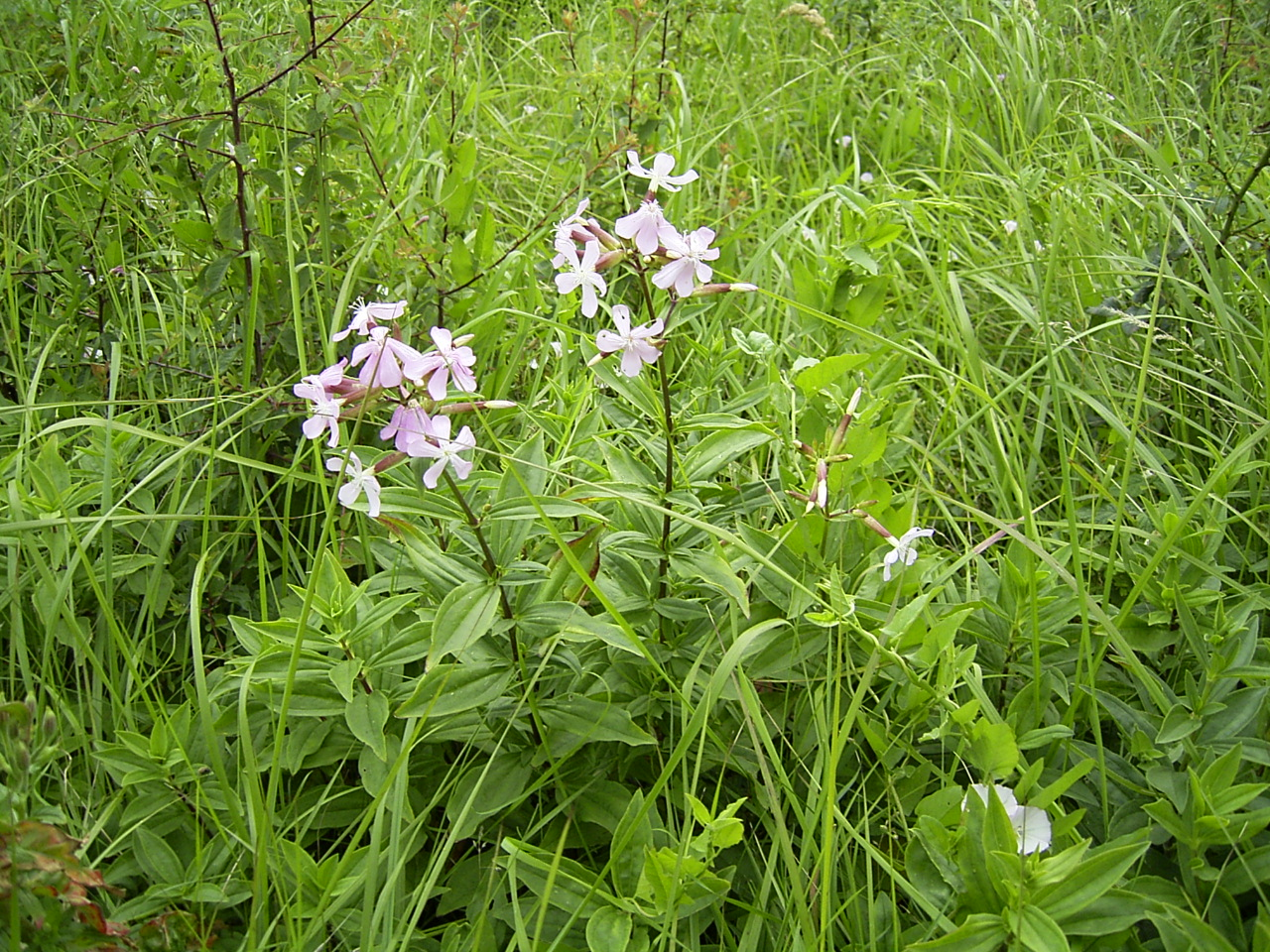
Hàbitat

### Part utilitzada
Les parts utilitzades, és a dir, la droga de l'herba sabonera, són les rizomes i l'arrel i, en menor mesura, les fulles.

### Usos medicinals
En termes generals, la Saponaria officinalis es pot utilitzar en el tractament de l'acne, les angines, l'artritis, la caiguda dels cabells, els èczemes, els herpes, els problemes de fetge, la icterícia, la psoriasis, el reumatisme, la dermatitis i la furunculosi.

### Toxicitat
Els seus principis tòxics són la saponina, iperina (glucòsid) i sapomarina (fulles i arrels). Aquestes substàncies tenen acció hemolítica en interaccionar amb el colesterol de la membrana dels eritròcits. Els símptomes més característics en veterinària són: la inflamació de les membranes de les mucoses, estomatitis, nàusees, vòmits, dolors còlics, hemorràgies intestinals, diarrea, disfàgia, congestió pulmonar, insuficiència renal, anorèxia, debilitat, depressió, incoordinació muscular, convulsions, dilatació dels vasos sanguinis amb posterior contracció d'aquests, taquicàrdia, alteracions nervioses amb excitabilitat i tremolors, reducció de la fertilitat, descens de la producció làctia i taques a la llet, pèrdua de la motricitat, alteracions hepàtiques, paràlisis, avortament, lesions del sistema nerviós i possible mort per paràlisi respiratòria.
El mecanisme d'acció de les saponines consisteix en el seu poder anti-ATPasa mitjançant el qual modifiquen el sistema de membrana cel·lular, pertorbant el transport de sodi a través d'ella; l'estímul nerviós queda paralitzat, manifestant-se alhora una paràlisi de cel·les musculars i respiratòries que causen la mort de l'animal per asfíxia.
Pel que fa a les persones, si es pren en dosis més altes de les indicades, o bé en persones molt sensibles, pot esdevenir tòxica, provocant irritació en la mucosa intestinal, i també depressió dels ventres nerviosos respiratoris o cardíacs.

## Recol·lecció
La recol·lecció s'ha de fer en plantes adultes, durant els mesos de primavera o tardor, ja que els principis actius augmenten a mesura que la planta es desenvolupa. L'arrel i el rizoma, un cop recol·lectats, es posen al sol després de treure'ls les seves parts verdes. És important que estiguin a una temperatura inferior als 65 °C.

## Galeria

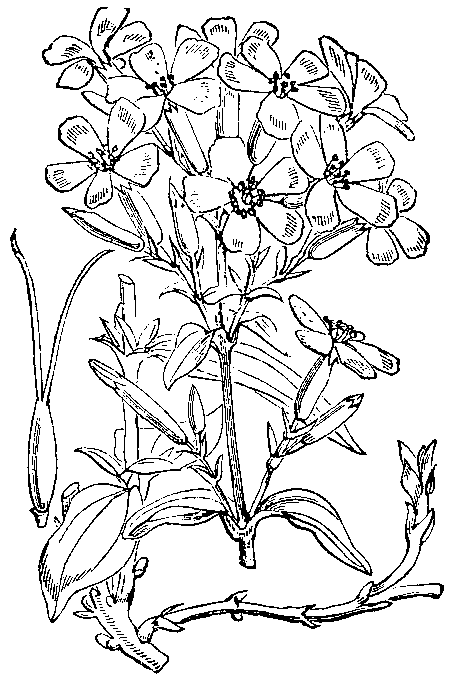
Il·lustració
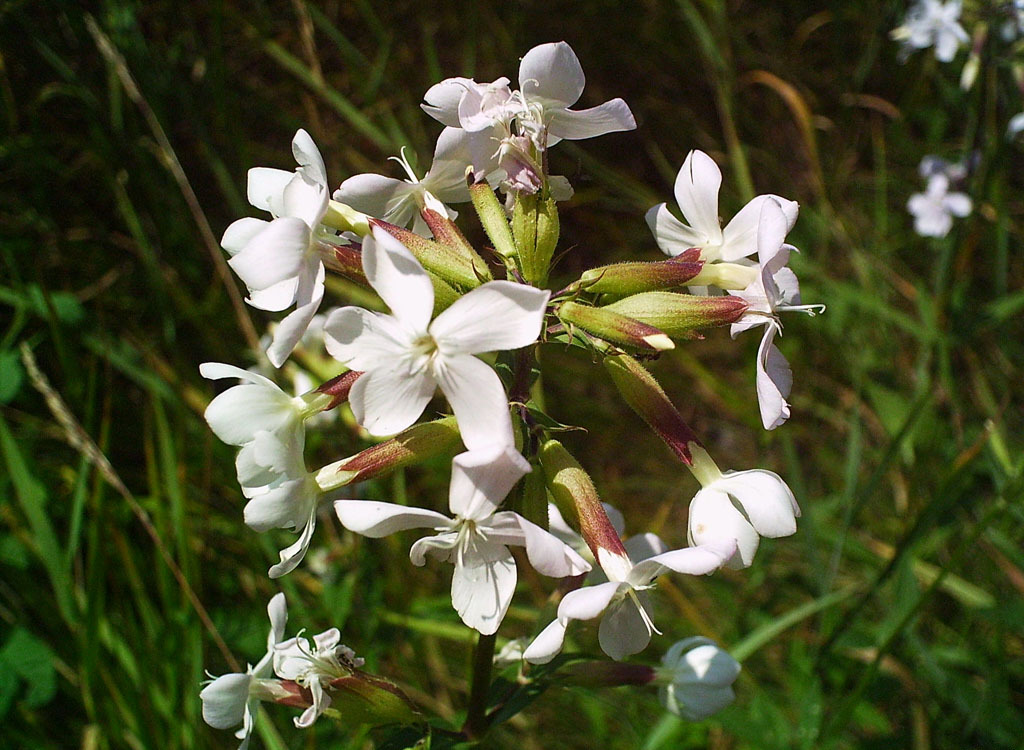
Flors
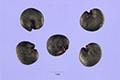
Fruit
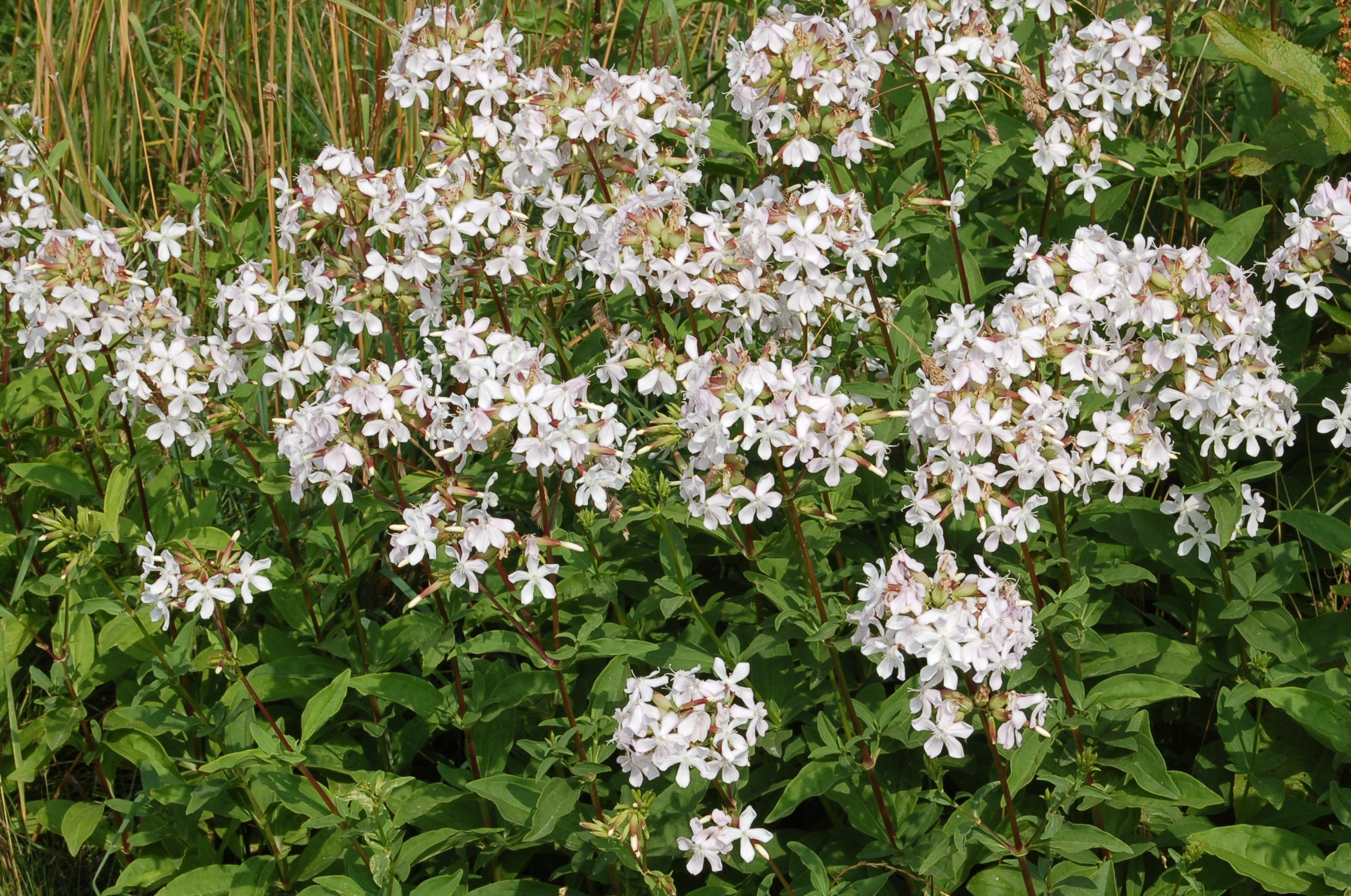
Plantes